# Pseudoryctes validus
Pseudoryctes validus är en skalbaggsart som beskrevs av Lea 1917. Pseudoryctes validus ingår i släktet Pseudoryctes och familjen Dynastidae. Inga underarter finns listade i Catalogue of Life.